# Char siu
Char siu, també conegut com a barbacoa xinesa de porc, BBQ pork, cha siu, i char siew, és una barbacoa de carn de porc a l'estil cantonès. Generalment es talla en llargues tires del llom del porc. La característica del char siu és que està cobert d'ingredients que fan que canvie el color de la carn a un roig fosc, o ocasionalment cremat, mentre es cuina. Els ingredients emprats en el char siu inclouen generalment sucre o mel, pols de cinc-espècies, colorant alimentós roig, salsa de soia, i xerès o vi d'arròs.

## Servei
El char siu pot servir-se sense acompanyament, o en plats com ara els cha siu baau, baozi (panellets) de char siu. És molt comú de servir amb altres ingredients rostits tals com pollastre i salsa de soia (油雞) i pernil cuit (切雞) (com 叉雞飯, cha gai fan, o porc a la barbacoa i pollastre i arròs), Ou d'ànec en salaó (鹹蛋), el porc rostit amb ànec rostit. En lloc de l'arròs pot servir-se amb fideus, tals com lai fun (瀨粉) o Shahe fen (河粉). En algunes localitats tals com en Singapur és molt comuna combinar-lo amb altres plats tal com el pollastre a l'arròs hainanès.

## Chārshu japonès
Encara que pronunciat similar al xinès, la versió japonesa de "chārshu" no es rosteix, sinó que es bull una mica. Per a la preparació, no es fa servir el sucre roig sinó que s'adoba en salsa de soia i mel. El producte és més suau que la variant xinesa, i és tan popular que es fa servir en el ramen japonès.